# Austrosynapha vockerothi
Austrosynapha vockerothi är en tvåvingeart som beskrevs av Duret 1977. Austrosynapha vockerothi ingår i släktet Austrosynapha och familjen svampmyggor.
Artens utbredningsområde är Peru. Inga underarter finns listade i Catalogue of Life.